# Coefficient de restitution

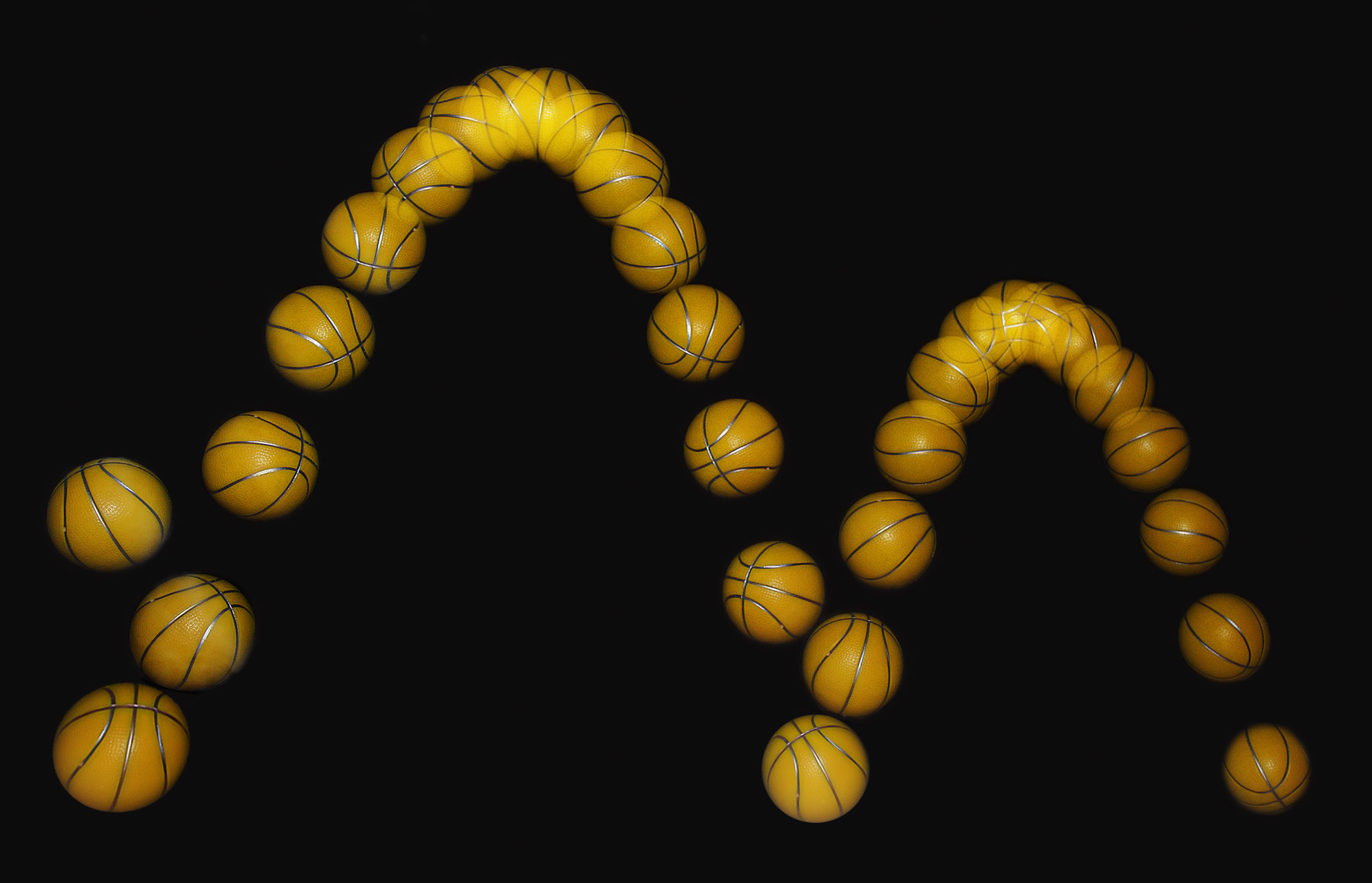
Image stroboscopique (25 flashes/sec) d'un ballon rebondissant sur un sol dur. La hauteur des rebonds diminue après chaque impact. Si l'on ignore les frottements de l'air, il est possible d'en déduire le coefficient de restitution entre le ballon et le sol dur.

En dynamique, le coefficient de restitution (appelé aussi élasticité au rebondissement) est un coefficient physique qui intervient lors de l'étude d'une collision. Son introduction dans l'étude des chocs de solides réels dans l'air a été suggérée pour la première fois par Isaac Newton en 1687, et c'est pourquoi il est parfois appelé « coefficient de Newton ». Il dépend des caractéristiques physiques des matériaux dont sont faits les corps qui entrent en collision.
Le coefficient, e est défini comme le rapport entre les vitesses relatives après et avant l'impact.
{\displaystyle {\text{Coefficient  de  restitution }}(e)={\frac {\text{Vitesse relative  après  collision}}{\text{Vitesse relative avant collision}}}}

On peut l'exprimer de la façon suivante:
{\displaystyle {\text{vitesse de separation}}=e\times {\text{vitesse d'approche}}}

## Établissement du coefficient
Le coefficient peut prendre des valeurs entre 0 et 1. Un coefficient de restitution supérieur à 1 est théoriquement impossible, et représente une collision qui génère de l'énergie cinétique. Un coefficient de restitution négatif est aussi théoriquement impossible : les deux particules en interaction se « traverseraient » lors du choc.
La valeur du coefficient de restitution {\displaystyle e} s'obtient par le rapport entre la vitesse relative finale {\displaystyle v_{f}} et initiale {\displaystyle v_{i}} des deux corps considérés:
On montre aisément que la racine du rapport entre la hauteur d'un rebond {\displaystyle h_{n}} et la hauteur du rebond précédent {\displaystyle h_{n-1}} donne le même résultat.

## Collision dans une dimension
Si {\displaystyle v} est la vitesse finale du système, {\displaystyle u} la vitesse initiale du système et {\displaystyle e} le coefficient de restitution, on a simplement {\displaystyle v=-eu} .

## Quelques valeurs
Les premières valeurs ci-après sont données dans la plupart des mémentos, mais on peut vérifier qu'elles ne sont pas différentes de celles données par Isaac Newton dans les Principia. Ces deux livres donnent pour l'acier un coefficient de 5/9 qui est manifestement trop faible. Dans la Dynamique Appliquée de Léon Lecornu, le coefficient de restitution obtenu par percussion de deux billes d'acier est celui indiqué ci-dessous.
| Solide 1 | Solide 2 | e     |
| -------- | -------- | ----- |
| bois     | bois     | 1/2   |
| liège    | liège    | 5/9   |
| ivoire   | ivoire   | 8/9   |
| verre    | verre    | 15/16 |
| acier    | acier    | 19/20 |

## Collision élastique
Si la collision est élastique, {\displaystyle {e=1}}, et donc {\displaystyle {v=-u}}. L'énergie cinétique est conservée.
Un corps A de masse {\displaystyle M_{\text{A}}} avançant rectilignement à une vitesse {\displaystyle u}, percute un corps B de masse {\displaystyle M_{\text{B}}} au repos. La collision est élastique, donc {\displaystyle e=1}. Soit {\displaystyle v_{\text{A}}}, et {\displaystyle v_{\text{B}}} les vitesses des corps A et B après la collision.
D'après la loi de la conservation de la quantité de mouvement :
On applique le coefficient de restitution (et des vitesses relatives) :
On obtient alors les relations :
On voit donc que la particule initialement en déplacement ne s'arrêtera (donc aura communiqué l'intégralité de son énergie cinétique à la particule initialement au repos) que si {\displaystyle M_{\text{A}}=M_{\text{B}}}.
Une collision parfaitement élastique ne s'observe jamais au niveau macroscopique. On considère cependant parfois que la collision est élastique quand son coefficient de restitution est très proche de 1.
Plus particulièrement, ce sont des matériaux durs qui ne perdent pas d'énergie sous forme de déformation, l'exemple typique étant une collision entre deux billes de billard.

## Application: rebonds d'un corps
On lâche un corps verticalement, il va donc rebondir, et l'on peut quantifier les grandeurs physiques intervenant dans les rebonds grâce au coefficient de restitution mis en jeu.
Hauteur maximum {\displaystyle {h_{n}}} après {\displaystyle n} rebonds : {\displaystyle {h_{n}=e^{2n}h_{0}}} où {\displaystyle h_{0}} est la hauteur initiale (avant de lâcher le corps).
Temps {\displaystyle {t_{n}}} après le {\displaystyle n} rebond et avant le rebond {\displaystyle n+1} : {\displaystyle {t_{n}=e^{n}{\sqrt {\frac {8h_{0}}{g}}}}}
À l'aide de la dernière relation, le temps total de rebondissement est :
Par une suite géométrique, on trouve finalement :
avec {\displaystyle t_{0}} temps avant le premier rebond.
Remarque : Le nombre de rebonds est infini mais {\displaystyle T} est fini.